# Frédéric Wiffel
Frédéric Wiffel, geborener Friedrich Matthäus Emanuel Wiffel (* 14. September 1737 in Munzingen bei Freiburg im Breisgau; † 1. Februar 1805 in Paris) war ein deutscher Bildhauer, der in Paris tätig war.

## Leben und Wirken
Wiffel war der Sohn des Gutsverwalters und Schulmeisters Johann Friedrich Anton Wiffel. Er ging von 1751 bis 1756 bei dem Straßburger Bildhauer Stephan Lamy in die Lehre. Anschließend ließ er sich in Paris nieder, wo ihn 1771 die Académie de Saint-Luc als Mitglied aufnahm. Er war in Frankreich sowie für das kurfürstliche Schloss in Koblenz tätig. In Paris wohnte er 1785 in der Rue Plumet Nr. 898 15. Arrondissements.
Werke
- 1777/86: Holz- und Gipsskulpturen für Thronsaal, Speisesaal, Schlafzimmer, Billardzimmer und Grand Cabinet des kurfürstlichen Schlosses in Koblenz
- 1780: Holzköpfe für die automatischen Figuren des Abbé Mical[2]
- 1782/83: Wappen am Rathaus von Lyons-la-Forêt
- ab 1784: Arbeiten für die von Claude-Nicolas Ledoux errichteten Zollhäuser von Paris